# Sonia Rosemary Keppel
 (mai 2015).
Si vous disposez d'ouvrages ou d'articles de référence ou si vous connaissez des sites web de qualité traitant du thème abordé ici, merci de compléter l'article en donnant les références utiles à sa vérifiabilité et en les liant à la section « Notes et références ».
Titre
Baronne Ashcombe
Sonia Rosemary Keppel, née le 24 mai 1900 et morte le 16 août 1986 est la fille de George Keppel et de son épouse Alice Keppel née Edmonstone connue pour sa liaison avec le roi Edward VII du Royaume-Uni.
Elle est l'épouse de Roland Calvert Cubitt de 1920 jusqu'à son divorce en 1947. Du mariage de sa fille Rosalind Cubitt, elle est la grand-mère maternelle de Camilla Shand, reine consort du Royaume-Uni depuis 2022 en tant qu'épouse du roi Charles III.

## Famille
Certaine rumeur considère que Sonia, naît durant la liaison entre sa mère et le prince de Galles et la fille de ce dernier. Cela rendrait l’actuelle reine consort du Royaume-Uni (petite-fille de Sonia) cousine de son époux le roi Charles III. Cependant cette rumeur est largement considérée comme fausse du fait de la ressemblance de Sonia avec son père.
Le 16 novembre 1920, elle épouse Roland Calvert Cubitt, 3ème baron d'Ashcombe à la chapelle de la Garde, la caserne Wellington à Londres. Ils ont divorcé en 1947 après avoir eu trois enfants:  
- L'hon. Rosalind Maud Cubitt épouse le Major Bruce Middleton Hope Shand et a eu trois enfants: Camilla Rosemary Shand (née le 17 juillet 1947), plus tard, Camilla, duchesse de Cornouailles 
Sonia Annabel Shand (née le 2 février 1949) 
Mark Roland Shand (né le 28 juin 1951 et décédé le 23 avril 2014)  
- L'hon. Henry Edward Cubitt (1924-2013) (qui a succédé comme le 4e baron Ashcombe à la mort de son père) épouse Ghislaine Alexander (née Dresselhuys, plus tard, le Rt. Hon. La baronne Foley) (ex-épouse de Denis Alexander, 6e Earl de Caledon ), épouse L'hon. Virginia Carington (fille de Peter Carington, 6e baron Carrington ), épouse Mary Elizabeth Dent-Brocklehurst (née Chipps) (veuve du défunt Mark Dent-Brocklehurst ) 
- L'hon. Jeremy John Cubitt (1927-1958) épouse Diana Edith Du Cane (née en 1929) et a eu un enfant: Sarah Victoria Cubitt (née en 1953)
Sonia Rosemary Keppel meurt le 16 août 1986 d'ostéoporose, comme sa fille qui meurt 8 ans plus tard.